# Tzametal
Tzametal är en ort i Mexiko.   Den ligger i kommunen San Juan Cancuc och delstaten Chiapas, i den sydöstra delen av landet, 800 km öster om huvudstaden Mexico City. Tzametal ligger 1 733 meter över havet och antalet invånare är 591.
Terrängen runt Tzametal är kuperad åt sydost, men åt nordväst är den bergig. Terrängen runt Tzametal sluttar norrut. Runt Tzametal är det ganska tätbefolkat, med 75 invånare per kvadratkilometer. Närmaste större samhälle är Chiloljá, 1,6 km nordväst om Tzametal. I omgivningarna runt Tzametal växer i huvudsak städsegrön lövskog.